# 于旭波
于旭波（1966年1月—），男，汉族，山东威海人，中华人民共和国政治人物，第十三届全国人民代表大会内蒙古地区代表。

## 生平
1988年5月加入中国共产党。1988年7月，毕业于对外经济贸易大学国际贸易专业。历任中国粮油食品进出口总公司粮油饲料部业务员，中国粮油食品进出口总公司派驻美国大陆谷物公司业务员，中粮粮油饲料进出口公司玉米部业务员，中粮粮油饲料进出口公司期货部经理，中国粮油食品进出口总公司期货贸易部副总经理，中粮期货经纪有限公司总经理（副处级），中国粮油食品进出口总公司总经理助理，中国粮油食品进出口（集团）有限公司副总经理。2007年4月，任中粮集团有限公司董事、总经理、党组成员。2016年6月，任中粮集团有限公司董事、总经理、党组副书记。2020年6月，转任中国通用技术（集团）控股有限责任公司董事长、党组书记。
2018年2月24日，当选为第十三届全国人大代表。
2023年1月16日，当选为第十四届全国人大代表。